# Le Journal Saint-François
Le Journal Saint-François est un journal hebdomadaire gratuit distribué à Salaberry-de-Valleyfield (Québec, Canada) et dans plusieurs municipalités des MRC de Beauharnois-Salaberry et de Vaudreuil-Soulanges. Le journal est distribué dans environ 125 points de dépôt. Le Journal Saint-François est une propriété de Gravité Média.

## Histoire
Le journal a été fondé en 1977. Au cours des années 1980, il passe entre les mains de la famille Auclair par le biais du groupe Les Hebdos Montérégiens. En 2011, la famille Auclair vend Les Hebdos Montérégiens à Québecor, qui vendra ensuite l'ensemble de ses hebdos régionaux à TC Média. Cette dernière vend finalement six publications, dont Le Journal Saint-François, à Gravité Média dans le cadre d'un processus de mise en vente de l'ensemble de ses 93 journaux régionaux du Québec et de l'Ontario.
Avec l'absorption du Soleil de Valleyfield par Le Journal Saint-François en 2015 et la disparition de la plupart de ses compétiteurs dans les années précédantes, Le Journal Saint-François est désormais l'un des deux seuls journaux imprimés à desservir Salaberry-de-Valleyfield. Le média numérique INFOSuroit.com dessert aussi la région.
Le Journal Saint-François couvre l'actualité locale, y compris la politique, le développement urbain, la justice et les faits divers, la culture, ainsi que d'autres sujets.
Gravité Média est aussi propriétaire des publications sœurs du Journal Saint-François, soit Le Courrier du Sud, La Relève, Le Reflet et Le Soleil de Châteauguay, ainsi que du média économique en ligne L'Information d'affaires d'ici.